# Thalamiflorae
Thalamiflorae é um agrupamento histórico de dicotiledôneas, dispostas no sistema De Candolle e no sistema Bentham e Hooker . Este grupo foi nomeado e publicado bem antes das regras internacionalmente aceites para nomenclatura botânica . Nesses sistemas, uma família era indicada como "ordo", e as regras modernas da nomenclatura botânica aceitam isso como significando uma família e não uma ordem. [Artigo 18.2] Os nomes de família também foram padronizados (a maioria dos nomes de família agora termina em - aceae).

## Grupo anterior
Polipétalas. Plantas em forma de cúpula com receptáculo de flores não expandidas ( tálamo), polissépalas, hipógenas com ovário superior.

## Thalamiflorae visão detalhada da subclasse
Dentro das dicotiledôneas ("classis prima Dicotyledoneae") os sistemas reconhecem isso como subclasse 1. Thalamiflorae. A Ordem completa, Tribo e géneros são mostrados abaixo:
Ordem 1. Ranunculaceae
Tribo 1. Clematideae
Género: Clematis, Naravelia
Tribo 2. Anemoneae
Género: Thalictrum, Tetractis, Anemone, Hepática, Hydrastis, Knowltonia, Adonis, Hamadryas
Tribo 3. Ranunculeae
Género: Myosurus, Ceratocephalus, Ranunculus, Ficaria
Tribo 4. Helleboreae
Género: Caltha, Trollius, Isopyrum, Enemion, Garidella, Nigella, Aquilegia, Delphinium, Aconitum, e outros.
Tribo 5. Paeoniaceae
Género: Actaea, Zanthorhiza, Paeonia.
Ordem 2. Dilleniaceae
Tribo 1. Delimeae
Género: Tetracera, Davilla, Doliocarpus, Delima, Curatella, Trachytella, Recchia
Tribo 2. Dilleneae
Género: Pachinema, Hemistemma, Pleurandra, Candollea, Adrastaea, Hibbertia, Wormia, Colbertia, Dillenia
Ordem 3. Magnoliaceae
Tribo 1. Illicieae
Género: Illicium, Temus, Drimys, Tasmannia
Tribo 2. Magnolieae
Género: Mayna, Michelia, Magnólia, Talauma, Liriodendron
Ordem 4. Annonaceae
Género: Kadsusa, Annona, Monodora, Asimina, Porcelia, Uvaria, Unona, Xylopia, Guatteria.
Ordem 5. Menispermaceae
Tribo 1. Lardizabaleae
Género: Lardizabala, Stauntonia, Burasaia
Tribo 2. Menispermeae
Género: Spirospermum, Cocculus, Pselium, Cissampelos, Menispermum, Abuta, Trichoa, Agdestis
Tribo 3. Schizandreae
Género: Schisandra
Ordem 6. Berberideae
Género: Berberis, Mahonia, Nandina, Leontice, Epimedium, Diphylleia
Ordem 7. Podophyllaceae
Tribo 1. Podophylleae
Género: Podophyllum, Jeffersonia, Achlys
Tribo 2. Hydropeltideae
Género: Cabomba, Hydropeltis
Ordem 8. Nymphaeaceae
Tribo 1. Nelumboneae
Género: Nelumbium
Tribo 2. Nymphaeeae
Género: Euryale ferox, Nymphaea, Nuphar
Ordem 9. Papaveraceae
Género: Papaver, Argemone, Meconopsis, Sanguinária, Bocconia, Roemeria, Glaucium, Chelidonium, Hypecoum
Ordem 10. Fumariaceae
Género: Diclytra, Adlumia, Cysticaptnos, Corydalis, Sarcocapnos, Fumaria
Ordem 11. Cruciferae
Sub-ordo 1. Pleurorhizeae
Tribo 1. Arabideae
Género: Mathiola, Cheiranthus, Nasturtium, Leptocarpaea, Notoceras, Barbarea, Stevenia, Braya, Turritis, Arabis, Macropodium, Cardamine, Pteroneurum, Dentaria, Neuroloma
Tribo 2. Alyssineae
Género: Lunaria, Savignya, Ricotia, Farsetia, Berteroa, Aubrieta, Versicaria, Schivereckia, Alyssum, Meniocus, Clypeola, Peltaria, Petrocallis, Draba, Erophila, Cochlearia
Tribo 3. Thlaspideae
Género: Thlaspi, Capsella, Hutchinsia, Teesdalia, Iberis, Biscutella, Megacarpaea, Cremolobus, Menonvillea
Tribo 4. Euclidieae
Género: Euclidium, Ochthodium, Pugionium
Tribo 5. Anastaticeae
Género: Anastatica, Morettia
Tribo 6. Cakilineae
Género: Cakile, Cordylocarpus, Chorispora
Sub-ordo 2. Notorhizeae
Tribo 7. Sisymbreae
Género: Malcomia, Hesperis, Andreoskia, Sisymbrium, Alliaria, Erysimum, Leptaleum, Stanleya
Tribo 8. Camelineae
Género: Stenopetalum, Camelina, Eudema, Neslia
Tribo 9. Lepidineae
Género: Senebiera, Lepidium, Bivonaea, Eunomia, Aethionema
Tribo 10. Isatideae
Género: Aphragmus, Tauscheria, Isatis, Myagrum, Sobolewskia
Tribo 11. Anchonieae
Género: Goldbachia, Anchonium, Sterigma
Sub-ordo 3. Orthoploceae
Tribo 12. Brassiceae
Género: Brassica, Sinapis, Moricandia, Diplotaxis, Eruca
Tribo 13. Velleae
Género: Vella, Boleum, Carrichtera, Succowia
Tribo 14. Psychineae
Género: Schouwia, Psychine
Tribo 15. Zilleae
Género: Zilla, Muricaria, Calepina
Tribo 16. Raphaneae
Género: Crambe, Rapistrum, Didesmus, Enarthrocarpus, Raphanus
Sub-ordo 4. Spirolobeae
Tribo 17. Buniadeae
Género: Bunias
Tribo 18. Erucariae
Género: Erucaria
Sub-ordo 5. Diplecolobeae
Tribo 19. Heliophileae
Género: Chamira, Heliophila
Tribo 20. Subularieae
Género: Subularia
Tribo 21. Brachycarpeae
Género: Brachycarpaea
Ordem 12. Capparideae
Tribo 1. Cleomeae
Género: Cleomella, Peritoma, Gynandropsis, Cleome, Polanisia
Tribo 2. Cappareae
Género: Crataeva, Niebuhria, Boscia, Cadaba, Schepperia, Sodada, Capparis, Stephania, Morisonia, Thylachium, Hermupoa, Maerua
Ordem 13. Flacourtianeae
Tribo 1. Patrisieae
Género: Ryanaea, Patrisia
Tribo 2. Flacourtieae
Género: Flacourtia, Roumea, Stigmarota
Tribo 3. Kiggelarieae
Género: Kiggelaria, Melicytus, Hydnocarpus
Tribo 4. Erythrospermeae
Género: Erythrospermum
Ordem 14. Bixineae
Género: Bixa, Banara, Laetia, Prockia, Ludia, Azara
Ordem 15. Cistineae
Género: Cistus, Helianthemum, Hudsonia, Lechea
Ordem 16. Violarieae
Tribo 1. Violeae
Género: Calyptrion, Noisettia, Glossarrhen, Viola, Solea, Pombalia, Pigea, Ionidium, Hybanthus
Tribo 2. Alsodineae
Género: Conohoria, Rinorea, Alsodeia, Ceranthera, Pentaloba, Lavradia, Physiphora, Hymenanthera
Tribo 3. Sauvageae
Género: Sauvagesia, Piparea
Ordem 17. Droseraceae
Género: Drosera, Aldrovanda, Romanzowia, Byblis, Roridula, Drosophyllum, Dionaea, Parnassia
Ordem 18. Polygaleae
Género: Polygala, Salomonia, Comesperma, Badiera, Soulamea, Muraltia, Mundia, Monnina, Bredemeyera
Ordem 19. Tremandreae
Género: Tetratheca, Tremandra
Ordem 20. Pittosporeae
Género: Billardiera, Pittosporum, Bursaria, Senacia
Ordem 21. Frankeniaceae
Género: Frankenia, Beatsonia, Luxemburgia
Ordem 22. Caryophylleae
Tribo 1. Sileneae
Género: Gypsophila, Banffya, Dianthus, Saponaria, Cucubalus, Silene, Lychnis, Velezia, Drypis
Tribo 2. Alsineae
Género: Ortegia, Gouffeia, Buffonia, Sagina, Hymenella, Moehringia, Elatine, Bergia, Mollugo, Physa, Holosteum, Spergula, Larbrea, Drymaria, Stellaria, Arenaria, Cerastium, Cherleria, Spergulastrum, Hydropityon
Ordem 23. Lineae
Género: Linum, Radiola
Ordem 24. Malvaceae
Género: Malope, Malva, Kitaibelia, Althaea, Lavatera, Malachra, Urena, Pavonia, Malvaviscus, Lebretonia, Hibiscus, Thespesia, Gossypium, Redoutea, Fugosia, Senra, Lopimia, Palavia, Cristaria, Anoda, Periptera, Sida, Lagunea, Ingenhouzia
Ordem 25. Bombaceae
Género: Helicteres, Myrodia, Plagianthus, Matisia, Pourretia, Montezuma, Ophelus, Adansonia, Carolinea, Bombax, Eriodendron, Chorisia, Durio, Ochroma, Cheirostemon
Ordem 26. Byttneriaceae
Tribo 1. Sterculieae
Género: Sterculia, Triphaca, Heritiera
Tribo 2. Byttnerieae
Género: Theobroma, Abroma, Guazuma, Glossostemon, Commersonia, Byttneria, Ayenia, Kleinhovia
Tribo 3. Lasiopetaleae
Género: Seringia, Lasiopetalum, Guichenotia, Thomasia, Keraudrenia
Tribo 4. Hermannieae
Género: Melochia, Riedleia, Waltheria, Altheria, Hermannia, Mahernia
Tribo 5. Dombeyaceae
Género: Ruizia, Pentapetes, Assonia, Dombeya, Melhania, Trochetia, Pterospermum, Astrapaea, Kydia, Gluta
Tribo 6. Wallichieae
Género: Eriolaena, Wallichia, Goethea
Ordem 27. Tiliaceae
Género: Sparrmannia, Abatia, Heliocarpus, Anthichorus, Corchorus, Honckenya, Triumfetta, Grewia, Columbia, Tilia, Diplophractum, Muntingia, Apeiba, Sloanea, Ablania, Gyrostemon, Christiana, Alegria, Luhea, Vatica, Espera, Wikstroemia, Berrya
Ordem 28. Elaeocarpeae
Género: Elaeocarpus, Aceratium, Dicera, Friesia, Vallea, Tricuspidaria, Decadia
Ordem 29. Chlenaceae
Género: Sarcolaena, Leptolaena, Schizolaena, Rhodolaena, Hugonia
Ordem 30. Ternstroemiaceae
Tribo 1. Ternstroemieae
Género: Ternstroemia
Tribo 2. Freziereae
Género: Cleyera, Freziera, Eurya, Lettsomia
Tribo 3. Sauraujeae
Género: Saurauja, Apatelia
Tribo 4. Laplaceae
Género: Cochlospermum, Laplacea, Ventenatia
Tribo 5. Gordonieae
Género: Malachodendron, Stewartia, Gordonia
Ordem 31. Camellieae
Género: Camellia
Ordem 32. Olacineae
Género: Olax, Spermaxyrum, Fissilia, Heisteria, Ximenia, Pseudaleia, Pseudaleioides, Icacina
Ordem 33. Aurantiaceae
Género: Atalantia, Triphasia, Limonia, Cookia, Murraya, Aglaia, Bergera, Clausena, Glycosmis, Feronia, Aegle, Citrus
Ordem 34. Hypericineae
Sub-ordo 1. Hypericineae verae
Tribo 1. Vismieae
Género: Haronga, Vismia
Tribo 2. Hypericeae
Género: Androszemum, Hypericum, Lancretia, Ascyrum
Sub-ordo 2. Hypericineae anomalae
Género: Carpodontos, Eucryphia
Ordem 35. Guttiferae
Tribo 1. Clusieae
Género: Mahurea, Marila, Godoya, Clusia
Tribo 2. Garcinieae
Género: Marialva, Micranthera, Garcinia
Tribo 3. Calophylleae
Género: Mammea, Stalagmitis, Mesua, Calophyllum
Tribo 4. Symphonieae
Género: Canella, Moronobea, Chrysopia, Macanea, Singana, Rheedia, Macoubea, Chloromyron
Ordem 36. Marcgraviaceae
Sub-ordo 1. Marcgravieae
Género: Antholoma, Marcgravia
Sub-ordo 2. Noranteae
Género: Norantea, Ruyschia
Ordem 37. Hippocrateaceae
Género: Hippocratea, Anthodon, Raddisia, Salacia, Johnia, Trigonia, Lacepedea
Ordem 38. Erythroxyleae
Género: Erythroxylum, Sethia
Ordem 39. Malpighiaceae
Tribo 1. Malpighieae
Género: Malpighia, Byrsonima, Bunchosia, Galphimia, Caucanthus
Tribo 2. Hiptageae
Género: Hiptage, Tristellateia, Thryallis, Aspicarpa, Gaudichaudia, Camarea
Tribo 3. Banisterieae
Género: Hiraea, Triopteris, Tetrapteris, Banisteria, Heteropteris, Niota
Ordem 40. Acerineae
Género: Acer, Negundo
Ordem 41. Hippocastaneae
Género: Aesculus, Pavia
Ordem 42. Rhizoboleae
Género: Caryocar
Ordem 43. Sapindaceae
Tribo 1. Paullinieae
Género: Cardiospermum, Urvillaea, Serjania, Paullinia
Tribo 2. Sapindeae
Género: Sapindus, Blighia, Talisia, Matayba, Aporetica, Schmidelia, Euphoria, Thouinia, Toulicia, Cupania, Tina, Cossignia, Hypelate, Melicocca, Stadmannia
Tribo 3. Dodonaeaceae
Género: Koelreuteria, Amirola, Dodonaea, Alectryon, Eystathes, Racaria, Valentinia, Pedicellia, Ratonia, Enourea
Ordem 44. Meliaceae
Tribo 1. Melieae
Género: Ceruma, Humiria, Turraea, Quivisia, Strigilia, Sandoricum, Melia
Tribo 2. Trichilieae
Género: Trichilia, Ekebergia, Guarea, Heynea
Tribo 3. Cedreleae
Género: Cedrela, Swietenia, Chloroxylon, Flindersia, Carapa
Ordem 45. Ampelideae
Tribo 1. Viniferae (Sarmentaceae)
Género: Cissus, Ampelopsis, Vitis
Tribo 2. Leeaceae
Género: Leea, Lasianthera
Ordem 46. Geraniaceae
Género: Rhynchotheca, Monsonia, Geranium, Erodium, Pelargonium
Ordem 47. Tropaeoleae
Género: Tropaeolum
Ordem 48. Balsamineae
Género: Balsamina, Impatiens
Ordem 49. Oxalideae
Género: Averrhoa, Biophytum, Oxalis, Ledocarpum
Ordem 50. Zygophylleae
Género: Tribulus, Fagonia, Larrea, Zygophyllum, Gualacum, Porlieria, Chitonia, Biebersteunia, Melianthus, Balanites
Ordem 51. Rutaceae
Tribo 1. Diosmeae
Género: Ruta, Peganum, Dictamnus, Calodendrum, Diosma, Empleurum, Diplolaena, Correa, Phebalium, Crowea, Eriostemon, Philotheca, Boronia, Cyminosma, Zieria, Melicope, Elaphrium, Choisya, Evodia, Zanthoxylum, Pilocarpus, Spiranthera, Almeidea
Tribo 2. Cusparieae
Género: Monniera, Ticorea, Galipea, Erythrochiton, Diglottis, Barraldeia, Hortia
Ordem 52. Simarubeae
Género: Quassia, Simaruba, Simaba, Raputia
Ordem 53. Ochnaceae
Género: Ochna, Comphia, Walkera, Elvasia, Castela
Ordem 54. Coriarieae
Género: Coriaria